# グラン＝ブール
グラン＝ブール(Grand-bourg)はカリブ海のフランス領グアドループにあるコミューンである。マリー・ガラント島の南西部に位置しており、同島で最大人口を擁するコミューンである。

## 経済
グラン=ブールは同島の経済の中で中心的な役割を果たしている。主要産業は漁業および観光業である。グラン＝ブールの東部にはマリー・ガラント空港があり、ポワンタピートルとの間を15分で結んでいる。